# Proteste in Iran del 2019-2020
Le proteste in Iran del 2019-2020 (in persiano: اعتراضات سراسری ۱۳۹۸ ایران) sono state una serie di manifestazioni civili, che si sono verificate in più città dell'Iran, scoppiate a causa dell'aumento dei prezzi del carburante dal 50% al 200%, trasformandosi in seguito in una protesta contro il governo iraniano e la guida suprema Ali Khamenei. Le proteste sono iniziate la sera del 15 novembre e nel giro di poche ore si sono diffuse in 21 città quando i video della protesta hanno iniziato a circolare online.
Sebbene le proteste iniziassero come manifestazioni pacifiche, presto si trasformarono in violente rivolte contro il governo iraniano che ha ottemperato varie misure per fermare le proteste, bloccando l'accesso a internet a livello nazionale e, secondo Amnesty International, sparando sui manifestanti dai tetti dei palazzi, dagli elicotteri e a distanza ravvicinata con mitragliatrici. Secondo i residenti, come riportato dal New York Times, le forze governative hanno quindi proceduto a recuperare i corpi dei manifestanti morti portandoli via per mascherare e nascondere il vero numero di vittime e la gravità delle proteste. Amnesty International ha dichiarato che le famiglie dei manifestanti assassinati sono state minacciate dal governo di non parlare ai media o di tenere dei funerali. Secondo alcune fonti, si contano circa 1 500 cittadini iraniani uccisi riconducibili ad azioni governative. La morte dei manifestanti ha provocato una reazione violenta da parte degli stessi che hanno distrutto 731 banche governative tra cui la banca centrale dell'Iran, nove centri religiosi islamici e statue del leader supremo Ali Khamenei. 50 basi militari governative sono state attaccate dai manifestanti. 
Questa serie di proteste è stata considerata come la più violenta e grave dopo dalla nascita della Repubblica islamica dell'Iran con la rivoluzione khomeinista nel 1979, al pari come ampiezza delle proteste alla successiva rivolta iraniana del 2022 seguita alla morte di Mahsa Amini.
Al fine di bloccare la condivisione di informazioni relative alle proteste su piattaforme internet o sui social media, il governo ha bloccato internet a livello nazionale, causando un black-out quasi totale di circa sei giorni.